# Tuffi ai I Giochi europei - Trampolino 3 metri maschile

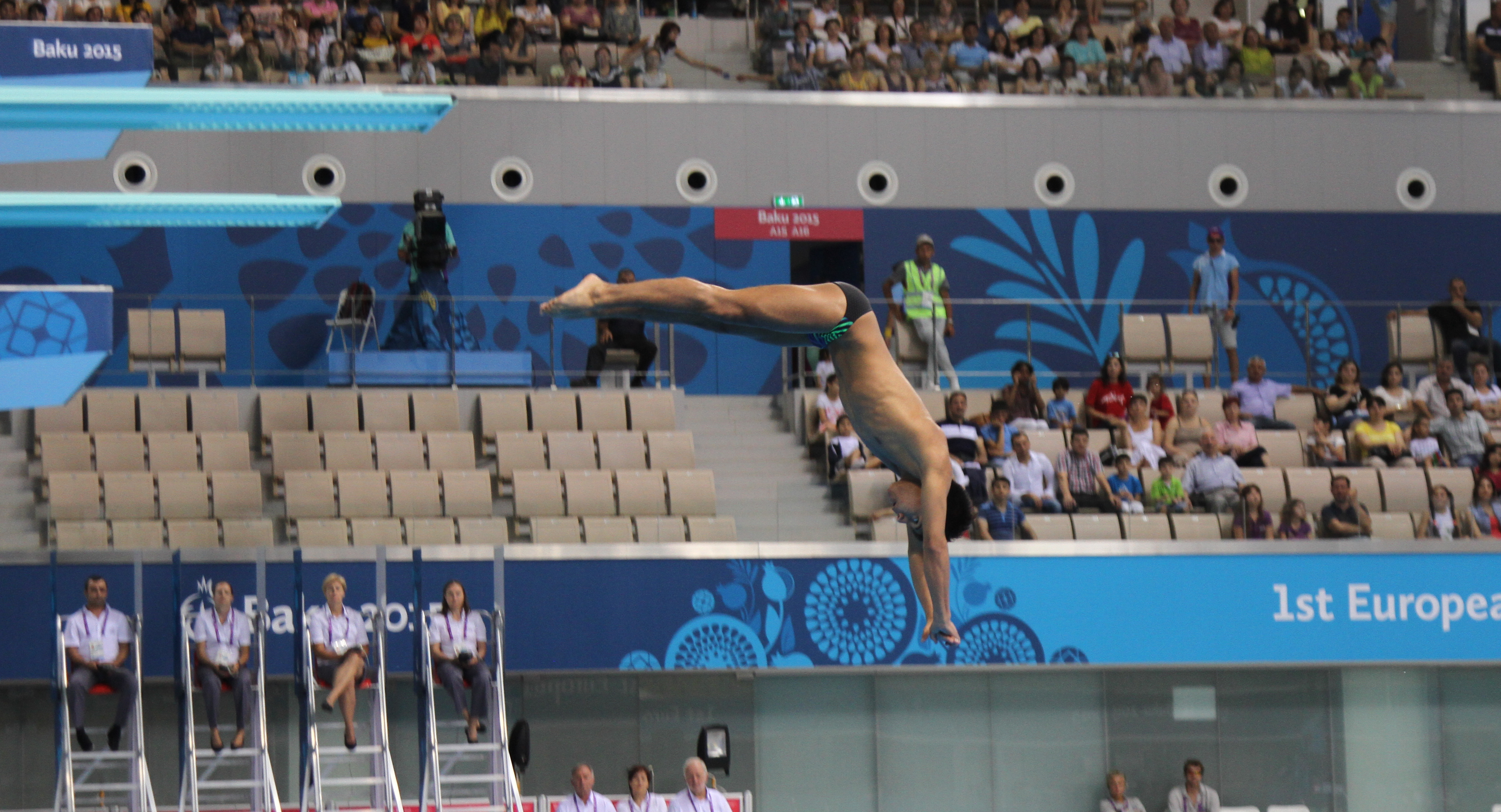
Martin Christensen durante la gara.

Il concorso dei tuffi dal trampolino 3 metri maschile dei Giochi europei di Baku 2015 si è disputato il 18 giugno al Bakú Aquatics Center.

## Risultati
In verde i finalisti
| Class   | Tuffatore                 | Preliminare   | Preliminare | Finale | Finale |    |
| Class   | Tuffatore                 | Punti         | Class       | Punti  | Class  |    |
| ------- | ------------------------- | ------------- | ----------- | ------ | ------ | -- |
| Oro     | James Heatly              | Gran Bretagna | 508.95      | 2      | 541.65 | 1  |
| Argento | Adriano Ruslan Cristofori | Italia        | 481.00      | 5      | 523.30 | 2  |
| Bronzo  | Il'ja Molčanov            | Russia        | 528.45      | 1      | 520.35 | 3  |
| 4       | Jordan Houlden            | Gran Bretagna | 473.90      | 9      | 511.90 | 4  |
| 5       | Jonathan Suckow           | Svizzera      | 479.85      | 7      | 505.60 | 5  |
| 6       | Alexis Jandard            | Francia       | 474.25      | 8      | 500.60 | 6  |
| 7       | Andreas Larsen            | Danimarca     | 479.95      | 6      | 477.85 | 7  |
| 8       | Cao-Tre Le Nguyen         | Germania      | 499.25      | 4      | 475.55 | 8  |
| 9       | Carlo Leuchte             | Germania      | 467.65      | 11     | 463.70 | 9  |
| 10      | Yury Naurozau             | Bielorussia   | 500.60      | 3      | 458.50 | 10 |
| 11      | Simon Rieckhoff           | Svizzera      | 467.15      | 12     | 448.10 | 11 |
| 12      | Gwendal Bisch             | Francia       | 468.70      | 10     | 431.35 | 12 |
| 13      | Martin Christensen        | Danimarca     | 464,15      | --     |        |    |
| 14      | Alexandr Belevtcev        | Russia        | 457,75      | --     |        |    |
| 15      | Juho Junttila             | Finlandia     | 454,30      | --     |        |    |
| 16      | Juraj Melsa               | Croazia       | 450,80      | --     |        |    |
| 17      | Artyom Danilov            | Azerbaigian   | 441,15      | --     |        |    |
| 18      | Francesco Porco           | Italia        | 440,05      | --     |        |    |
| 19      | Bogomil Koynashki         | Bulgaria      | 431,70      | --     |        |    |
| 20      | Mykyta Rudenko            | Ucraina       | 425,40      | --     |        |    |
| 21      | Nikolaos Molvalis         | Grecia        | 422,00      | --     |        |    |
| 22      | Dimitar Isaev             | Bulgaria      | 402,45      | --     |        |    |
| 23      | Juan Carlos Socorro Ramos | Spagna        | 399,85      | --     |        |    |
| 24      | Vitalii Levchenko         | Ucraina       | 395,60      | --     |        |    |
| 25      | Hrvoje Brezovac           | Croazia       | 382,80      | --     |        |    |
| 26      | Artsiom Barouski          | Bielorussia   | 376,15      | --     |        |    |
| 27      | Konstantinos Koutsioumpis | Grecia        | 371,80      | --     |        |    |
| 28      | Moritz Pail               | Austria       | 371,40      | --     |        |    |
| 29      | Alexander Mario Hart      | Austria       | 367,80      | --     |        |    |
| 30      | Abel Ligart               | Ungheria      | 350,80      | --     |        |    |
| 31      | Ian-Soren Cabioch         | Polonia       | 336,25      | --     |        |    |
| 32      | Georgs Peskisevs          | Lettonia      | 282,15      | --     |        |    |